# DiSEqC

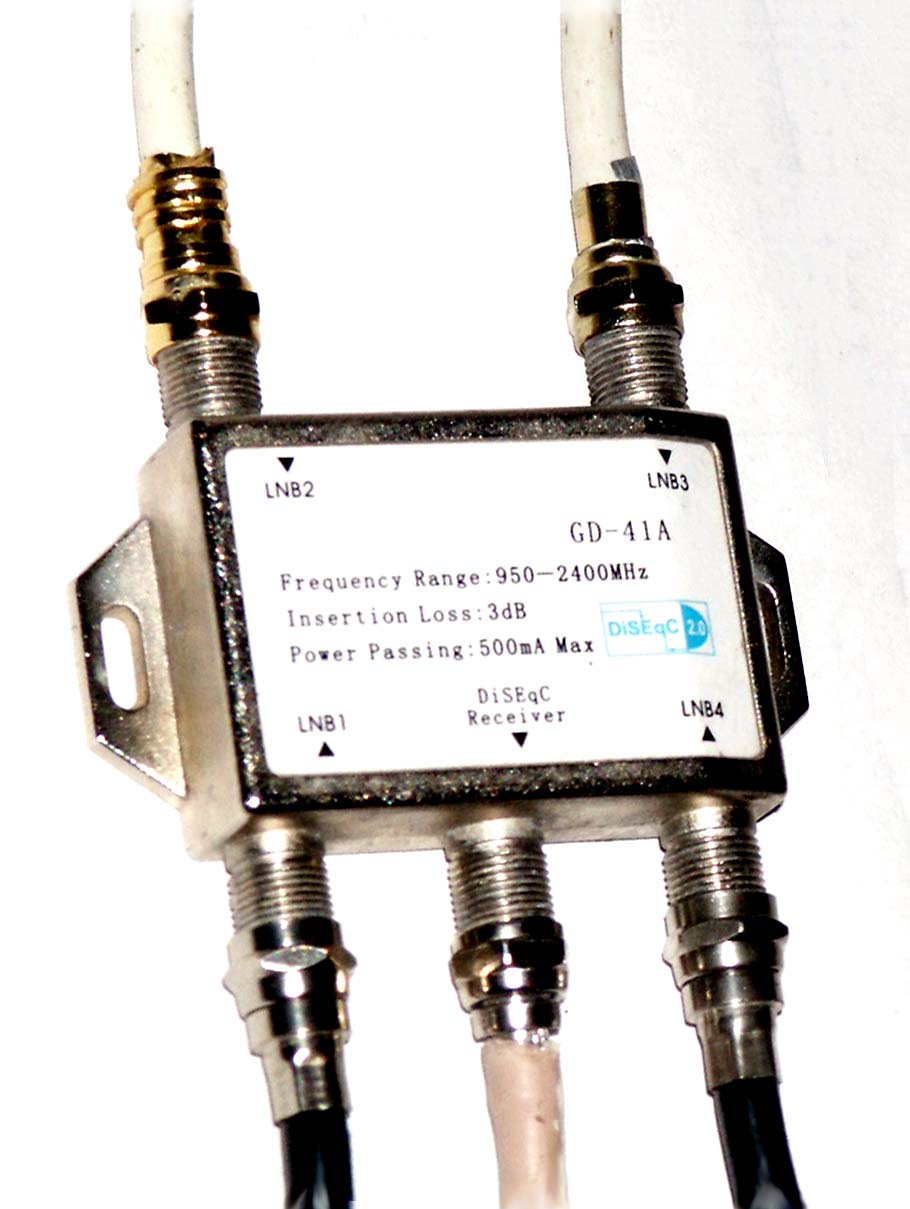
DiSEqC switch

DiSEqC (Digital Satellite Equipment Control), pronunciato "Dai-sec", è uno speciale protocollo di comunicazione tra i decoder per la ricezione dei canali satellitari e i dispositivi come gli switch multi parabola o multi LNB ovvero piccoli rotori per antenne paraboliche. Il DiSEqC è stato sviluppato dal provider per trasmissioni satellitari europeo Eutelsat, che attualmente definisce la standardizzazione del protocollo.
Il DiSEqC ha necessità del solo cavo coassiale per la trasmissione bidirezionale dei segnali-dati e dell'alimentazione elettrica dei dispositivi.
Il DiSEqC è comunemente usato per il controllo degli switch e dei motori utilizzando in modo ingegnoso le tensioni a 13/18 volt e toni a 22kHz.

## Varianti del DiSEqC
Le varianti del DiSEqC sono le seguenti:
- DiSEqC 1.0, permette di pilotare fino a 4 LNB
- DiSEqC 1.1, permette di pilotare fino a 16 LNB
- DiSEqC 1.2, permette di pilotare fino a 16 LNB e pilotare un motore
- DiSEqC 2.0, come il DiSEqC 1.0 con comunicazione bidirezionale
- DiSEqC 2.1, come il DiSEqC 1.1 con comunicazione bidirezionale
- DiSEqC 2.2, come il DiSEqC 1.2 con comunicazione bidirezionale